# گرهارد کافهولد
گرهارد کافهولد (انگلیسی: Gerhard Kaufhold; ۲ دسامبر ۱۹۲۸ – ۴ اکتبر ۲۰۰۹) بازیکن فوتبال اهل آلمان بود.
از باشگاه‌هایی که در آن بازی کرده‌است می‌توان به باشگاه فوتبال کیکرز اوفنباخ اشاره کرد.
وی همچنین در تیم ملی فوتبال آلمان بازی کرده‌است.